# Lijst van planetoïden 19001-19100
Dit is een lijst van planetoïden 19001-19100. Voor de volledige lijst zie de lijst van planetoïden.
Stand per 21 maart 2022. Afgeleid uit data gepubliceerd door het Minor Planet Center.
| Naam                 | Voorlopige naamgeving | Datum ontdekking  | Ontdekker                                              |
| -------------------- | --------------------- | ----------------- | ------------------------------------------------------ |
| (19001) -            | 2000 RV60             | 6 september 2000  | LINEAR                                                 |
| (19002) Tongkexue    | 2000 RD1              | 1 september 2000  | LINEAR                                                 |
| (19003) Erinfrey     | 2000 RL1              | 1 september 2000  | LINEAR                                                 |
| (19004) Chirayath    | 2000 RU2              | 2 september 2000  | LINEAR                                                 |
| (19005) Teckman      | 2000 RY4              | 1 september 2000  | LINEAR                                                 |
| (19006) -            | 2000 RY65             | 1 september 2000  | LINEAR                                                 |
| (19007) Nirajnathan  | 2000 RD8              | 2 september 2000  | LINEAR                                                 |
| (19008) Kristibutler | 2000 RV0              | 2 september 2000  | LINEAR                                                 |
| (19009) Galenmaly    | 2000 RF2              | 2 september 2000  | LINEAR                                                 |
| (19010) -            | 2000 RT72             | 2 september 2000  | LINEAR                                                 |
| (19011) -            | 2000 RU75             | 3 september 2000  | LINEAR                                                 |
| (19012) -            | 2000 RZ75             | 3 september 2000  | LINEAR                                                 |
| (19013) -            | 2000 RN76             | 4 september 2000  | LINEAR                                                 |
| (19014) -            | 2000 RW77             | 9 september 2000  | K. Korlević                                            |
| (19015) -            | 2000 RX77             | 9 september 2000  | K. Korlević                                            |
| (19016) -            | 2000 RY78             | 11 september 2000 | Črni Vrh                                               |
| (19017) Susanlederer | 2000 RH93             | 4 september 2000  | LONEOS                                                 |
| (19018) -            | 2000 RL100            | 5 september 2000  | LONEOS                                                 |
| (19019) Sunflower    | 2000 SB               | 17 september 2000 | L. Robinson                                            |
| (19020) -            | 2000 SC6              | 20 september 2000 | LINEAR                                                 |
| (19021) -            | 2000 SC8              | 20 september 2000 | LINEAR                                                 |
| (19022) Penzel       | 2000 SR4              | 26 september 2000 | G. Lehmann                                             |
| (19023) Varela       | 2000 SH1              | 24 september 2000 | LINEAR                                                 |
| (19024) -            | 2000 SS112            | 24 september 2000 | LINEAR                                                 |
| (19025) Arthurpetron | 2000 SC7              | 24 september 2000 | LINEAR                                                 |
| (19026) -            | 2000 SR145            | 24 september 2000 | LINEAR                                                 |
| (19027) -            | 2000 SZ149            | 24 september 2000 | LINEAR                                                 |
| (19028) -            | 2000 SC165            | 23 september 2000 | LINEAR                                                 |
| (19029) Briede       | 2000 SR5              | 24 september 2000 | LINEAR                                                 |
| (19030) -            | 2000 SJ276            | 30 september 2000 | LINEAR                                                 |
| (19031) -            | 2000 SU295            | 27 september 2000 | LINEAR                                                 |
| (19032) -            | 2053 P-L              | 24 september 1960 | C. J. van Houten, I. van Houten-Groeneveld, T. Gehrels |
| (19033) -            | 2157 P-L              | 24 september 1960 | C. J. van Houten, I. van Houten-Groeneveld, T. Gehrels |
| (19034) Santorini    | 2554 P-L              | 24 september 1960 | C. J. van Houten, I. van Houten-Groeneveld, T. Gehrels |
| (19035) -            | 4634 P-L              | 24 september 1960 | C. J. van Houten, I. van Houten-Groeneveld, T. Gehrels |
| (19036) -            | 4642 P-L              | 24 september 1960 | C. J. van Houten, I. van Houten-Groeneveld, T. Gehrels |
| (19037) -            | 4663 P-L              | 24 september 1960 | C. J. van Houten, I. van Houten-Groeneveld, T. Gehrels |
| (19038) -            | 4764 P-L              | 24 september 1960 | C. J. van Houten, I. van Houten-Groeneveld, T. Gehrels |
| (19039) -            | 4844 P-L              | 24 september 1960 | C. J. van Houten, I. van Houten-Groeneveld, T. Gehrels |
| (19040) -            | 4875 P-L              | 26 september 1960 | C. J. van Houten, I. van Houten-Groeneveld, T. Gehrels |
| (19041) -            | 6055 P-L              | 24 september 1960 | C. J. van Houten, I. van Houten-Groeneveld, T. Gehrels |
| (19042) -            | 6104 P-L              | 24 september 1960 | C. J. van Houten, I. van Houten-Groeneveld, T. Gehrels |
| (19043) -            | 6214 P-L              | 24 september 1960 | C. J. van Houten, I. van Houten-Groeneveld, T. Gehrels |
| (19044) -            | 6516 P-L              | 24 september 1960 | C. J. van Houten, I. van Houten-Groeneveld, T. Gehrels |
| (19045) -            | 6593 P-L              | 24 september 1960 | C. J. van Houten, I. van Houten-Groeneveld, T. Gehrels |
| (19046) -            | 7607 P-L              | 17 oktober 1960   | C. J. van Houten, I. van Houten-Groeneveld, T. Gehrels |
| (19047) -            | 9516 P-L              | 22 oktober 1960   | C. J. van Houten, I. van Houten-Groeneveld, T. Gehrels |
| (19048) -            | 9567 P-L              | 17 oktober 1960   | C. J. van Houten, I. van Houten-Groeneveld, T. Gehrels |
| (19049) -            | 1105 T-1              | 25 maart 1971     | C. J. van Houten, I. van Houten-Groeneveld, T. Gehrels |
| (19050) -            | 1162 T-1              | 25 maart 1971     | C. J. van Houten, I. van Houten-Groeneveld, T. Gehrels |
| (19051) -            | 3210 T-1              | 26 maart 1971     | C. J. van Houten, I. van Houten-Groeneveld, T. Gehrels |
| (19052) -            | 1017 T-2              | 29 september 1973 | C. J. van Houten, I. van Houten-Groeneveld, T. Gehrels |
| (19053) -            | 1054 T-2              | 29 september 1973 | C. J. van Houten, I. van Houten-Groeneveld, T. Gehrels |
| (19054) -            | 1058 T-2              | 29 september 1973 | C. J. van Houten, I. van Houten-Groeneveld, T. Gehrels |
| (19055) -            | 1066 T-2              | 29 september 1973 | C. J. van Houten, I. van Houten-Groeneveld, T. Gehrels |
| (19056) -            | 1162 T-2              | 29 september 1973 | C. J. van Houten, I. van Houten-Groeneveld, T. Gehrels |
| (19057) -            | 1166 T-2              | 29 september 1973 | C. J. van Houten, I. van Houten-Groeneveld, T. Gehrels |
| (19058) -            | 1331 T-2              | 29 september 1973 | C. J. van Houten, I. van Houten-Groeneveld, T. Gehrels |
| (19059) -            | 1352 T-2              | 29 september 1973 | C. J. van Houten, I. van Houten-Groeneveld, T. Gehrels |
| (19060) -            | 2176 T-2              | 29 september 1973 | C. J. van Houten, I. van Houten-Groeneveld, T. Gehrels |
| (19061) -            | 2261 T-2              | 29 september 1973 | C. J. van Houten, I. van Houten-Groeneveld, T. Gehrels |
| (19062) -            | 2289 T-2              | 29 september 1973 | C. J. van Houten, I. van Houten-Groeneveld, T. Gehrels |
| (19063) -            | 3147 T-2              | 30 september 1973 | C. J. van Houten, I. van Houten-Groeneveld, T. Gehrels |
| (19064) -            | 3176 T-2              | 30 september 1973 | C. J. van Houten, I. van Houten-Groeneveld, T. Gehrels |
| (19065) -            | 3351 T-2              | 25 september 1973 | C. J. van Houten, I. van Houten-Groeneveld, T. Gehrels |
| (19066) Ellarie      | 4068 T-2              | 29 september 1973 | C. J. van Houten, I. van Houten-Groeneveld, T. Gehrels |
| (19067) -            | 4087 T-2              | 29 september 1973 | C. J. van Houten, I. van Houten-Groeneveld, T. Gehrels |
| (19068) -            | 4232 T-2              | 29 september 1973 | C. J. van Houten, I. van Houten-Groeneveld, T. Gehrels |
| (19069) -            | 5149 T-2              | 25 september 1973 | C. J. van Houten, I. van Houten-Groeneveld, T. Gehrels |
| (19070) -            | 5491 T-2              | 30 september 1973 | C. J. van Houten, I. van Houten-Groeneveld, T. Gehrels |
| (19071) -            | 1047 T-3              | 17 oktober 1977   | C. J. van Houten, I. van Houten-Groeneveld, T. Gehrels |
| (19072) -            | 1222 T-3              | 17 oktober 1977   | C. J. van Houten, I. van Houten-Groeneveld, T. Gehrels |
| (19073) -            | 3157 T-3              | 16 oktober 1977   | C. J. van Houten, I. van Houten-Groeneveld, T. Gehrels |
| (19074) -            | 4236 T-3              | 16 oktober 1977   | C. J. van Houten, I. van Houten-Groeneveld, T. Gehrels |
| (19075) -            | 4288 T-3              | 16 oktober 1977   | C. J. van Houten, I. van Houten-Groeneveld, T. Gehrels |
| (19076) -            | 5002 T-3              | 16 oktober 1977   | C. J. van Houten, I. van Houten-Groeneveld, T. Gehrels |
| (19077) -            | 5123 T-3              | 16 oktober 1977   | C. J. van Houten, I. van Houten-Groeneveld, T. Gehrels |
| (19078) -            | 5187 T-3              | 16 oktober 1977   | C. J. van Houten, I. van Houten-Groeneveld, T. Gehrels |
| (19079) Hernández    | 1967 KC               | 31 mei 1967       | Felix Aguilar Observatory                              |
| (19080) Martínfierro | 1970 JB               | 10 mei 1970       | Felix Aguilar Observatory                              |
| (19081) Mravinskij   | 1973 SX2              | 22 september 1973 | N. S. Chernykh                                         |
| (19082) Vikchernov   | 1976 QS               | 26 augustus 1976  | N. S. Chernykh                                         |
| (19083) Mizuki       | 1977 DA4              | 18 februari 1977  | H. Kosai, K. Hurukawa                                  |
| (19084) Eilestam     | 1978 RQ9              | 2 september 1978  | C.-I. Lagerkvist                                       |
| (19085) -            | 1978 UR4              | 27 oktober 1978   | C. M. Olmstead                                         |
| (19086) -            | 1978 VB3              | 7 november 1978   | E. F. Helin, S. J. Bus                                 |
| (19087) -            | 1978 VT4              | 7 november 1978   | E. F. Helin, S. J. Bus                                 |
| (19088) -            | 1978 VW4              | 7 november 1978   | E. F. Helin, S. J. Bus                                 |
| (19089) -            | 1978 VZ6              | 7 november 1978   | E. F. Helin, S. J. Bus                                 |
| (19090) -            | 1978 VM9              | 7 november 1978   | E. F. Helin, S. J. Bus                                 |
| (19091) -            | 1978 XX               | 6 december 1978   | E. Bowell, A. Warnock                                  |
| (19092) -            | 1979 MF2              | 25 juni 1979      | E. F. Helin, S. J. Bus                                 |
| (19093) -            | 1979 MM3              | 25 juni 1979      | E. F. Helin, S. J. Bus                                 |
| (19094) -            | 1979 MR6              | 25 juni 1979      | E. F. Helin, S. J. Bus                                 |
| (19095) -            | 1979 MA8              | 25 juni 1979      | E. F. Helin, S. J. Bus                                 |
| (19096) Leonfridman  | 1979 TY1              | 14 oktober 1979   | N. S. Chernykh                                         |
| (19097) -            | 1981 EY2              | 2 maart 1981      | S. J. Bus                                              |
| (19098) -            | 1981 EM3              | 2 maart 1981      | S. J. Bus                                              |
| (19099) -            | 1981 EC4              | 2 maart 1981      | S. J. Bus                                              |
| (19100) -            | 1981 EH5              | 2 maart 1981      | S. J. Bus                                              |